# 珮頓·利斯特 (1986年)
佩頓·利斯特（Peyton List，1986年8月8日—）是一位美國女演員，以她在《廣告狂人》、《末日預言》、《明日之人》和《頻率》中的角色而聞名。她的職業生涯始於日間電視，從2001年到2005年在CBS肥皂劇《指路明燈》中飾演露西·蒙哥馬利，隨後在黃金時段電視劇中擔任常規角色，包括短命劇集《Windfall》（2006年）和《Big Shots》（2007年）。
從2008年到2013年，利斯特在AMC的時代劇《廣告狂人》中飾演Jane Siegel，該劇使她的知名度大增。在電影方面，她曾出演《史上最棒的比賽》（2005年）、《末路狂奔》（2009年）和《Meeting Evil》（2012年）。利斯特還主演了短命的科幻劇《末日預言》（ABC，2009-2010年）和《明日之人》（CW，2013-2014年）。在2016-17電視季度，她在CW電視劇《頻率》中擔任主角。2018年，她在科幻劇《Colony》第三季中有一個常規角色。她還在Fox犯罪劇《哥譚》（2018-2019年）中飾演毒藤女，並在2019年的動畫電影《蝙蝠俠：緘默》中為該角色配音。

## 資料來源
1. ↑  . TV Guide.   [2016-08-13]. （原始内容存档于2020-02-17）.